# Simin Palay
Simin Palay  (* 29. Mai 1874 in Casteide-Doat, Département Pyrénées-Atlantiques; † 22. Februar 1965 in Gelos, Pyrénées-Atlantiques) war ein französischer Schriftsteller okzitanischer Sprache, Romanist, Okzitanist und Lexikograf.

## Leben und Werk
Maximin Palay, genannt Simin Palay, schrieb als Autodidakt in der gaskognischen Sprache seiner Heimat zahlreiche Werke in allen Literaturgattungen. Er war Mitbegründer der Escòle Gaston Febus und ab 1923 ihr Leiter. Er war Majoral des Félibrige (1920) und Ritter der Ehrenlegion. Seine Büste steht in Pau.

Bedeutend ist Palays Wörterbuch: Dictionnaire du béarnais et du gascon modernes (bassin de l'Adour), embrassant les dialectes du Béarn, de la Bigorre, du Gers, des Landes et de la Gascogne maritime. Avec la collaboration des libres de l'escole Gaston-Febus, 2 Bde., Pau 1932 [1910-1934] (Neuauflage u. d. T. Dictionnaire du béarnais et du gascon modernes (Bassin aquitain), embrassant les dialectes du Béarn, de la Bigorre, du Gers, des Landes et de la Gascogne maritime et garonnaise, Paris 1963, 1011 Seiten; mit Supplément, Paris 1974, 1039 Seiten; 3. Auflage, Paris 1980, 1991, 1053 Seiten).